# رهاب التقانة
رهاب التقانة (بالإنكليزية Technophobia) هو الخوف أو كره التكنولوجيا المتقدمة أو الأجهزة المعقدة جدا، خاصة الحواسيب. يستخدم المصطلح عادة للإشارة إلى المخاوف اللامنطقية «المخاوف التي تتشكل في الدماغ» بدون مبرر واضح، بينما المخاوف الحقيقية فيتم تبريرها . و هو على النقيض من ولع التكنولوجيا.